# صمت الغابة (فلم)
صمت الغابة (بالفرنسية: Le silence de la forêt) فيلم دراما من إخراج باسيك با كوبيو وديدييه أوينانجار سنة 2003. يعتبر تاريخيا هو أول فيلم روائي طويل على الإطلاق في سينما جمهورية إفريقيا الوسطى. تم إنتاج الفيلم بشكل مشترك في الغابون والكاميرون.   الفيلم مقتبس عن رواية كتبها إتيان غوييميدي بنفس العنوان. استند الفيلم إلى مجموعة الأقليات العرقية من الأقزام الأفارقة، وهو أيضًا أول فيلم يعالج بشكل كبير عنصرية الأفارقة المعاصرين تجاه السكان الأصليين من الأصل الأفريقي بياكا.

## القصة
يشعر غونابا، وهو مفتش تعليمي إقليمي في جمهورية إفريقيا الوسطى، بالإحباط بعد العمل في نظام عسكري لأكثر من عقد. سرعان ما أصبح مهتمًا بالدفاع عن مجموعة عرقية قبلية أصلية تسمى بياكا (Baaka) يتم تجاهلها عمومًا وإساءة معاملتها في المجتمع.

## الممثلون
- إريك إيبواني في دور غونابا
- ناديج بوسون دياني في دور سيمون
- سونيا زيمبورو في دور كالي
- فيليب موري في دور المحافظ

## الإنتاج
تم الإعلان في البداية عن أن الفيلم من إخراج ديدييه أوينانجار من جمهورية إفريقيا الوسطى، باعتباره مشروعه الإخراجي الأول. ومع ذلك، انضم المخرج الكاميروني باسيك با كوبيو وتولى مسؤولية الجانب الفني للتصوير. أصبح باسيك في النهاية المخرج الرئيسي للفيلم بينما عمل ديدييه كمخرج مشارك للفيلم. اتفق كلاهما على العمل معًا وتم تمويل الفيلم إلى حد كبير من قبل الكاميرون والغابون. تم تصوير الفيلم في جمهورية أفريقيا الوسطى في وقت واجهت فيه البلاد أزمة اقتصادية مقرونة بالانقلاب العسكري سنة 2003 . تم الكشف عن أن المخرج السينمائي ديدييه حصل على منحة قدرها 50000 فرنك سويسري من الوكالة الحكومية الدولية للفرانكوفونية خلال مهرجان أميان السينمائي.
تم تجنيد معظم أعضاء فريق التمثيل والفنيين لعملية التصوير من دول مجاورة مثل الكاميرون والغابون. كُلّفَ الممثل الكاميروني إريك إيبواني بلعب الدور الرئيسي، وكان عليه أن يتعلم لغة السانجو التي تعد إحدى اللغات الرسمية في جمهورية إفريقيا الوسطى. تلقى المخرج السينمائي ديدييه معارضة وانتقادات لعدم اختياره لمواطني إفريقيا الوسطى للعمل في الفيلم.

## الإصدار
تم تعطيل الإصدار المسرحي المحلي للفيلم في جمهورية إفريقيا الوسطى حيث تم إغلاق السينما الوحيدة في البلاد في ذلك الوقت. اختير الفيلم رسميًا ليتم عرضه في عدد قليل من المهرجانات السينمائية وافتتح لاستقبال التعليقات الإيجابية بشكل عام من النقاد. عُرض الفيلم لأول مرة في قسم كوكب إفريقيا في مهرجان تورونتو السينمائي الدولي 2003. تم اختياره أيضًا ليتم عرضه كجزء من قسم أسبوعي المخرجين في مهرجان كان السينمائي لعام 2003. حصل الفيلم أيضًا على تنويه خاص في مهرجان نامور الدولي للفيلم الفرانكفوني لعام 2003.

## روابط خارجية
- مقالات تستعمل روابط فنية بلا صلة مع ويكي بيانات